# Hadena jola
Hadena jola är en fjärilsart som beskrevs av Barnes och Benjamin 1924. Hadena jola ingår i släktet Hadena och familjen nattflyn. Inga underarter finns listade i Catalogue of Life.